# Душан Кекети
Душан Кекети (слч. Dušan Kekéti; Братислава, 24. март 1951) бивши је чехословачки фудбалер, репрезентативац Чехословачке.  Играо је на позицији голмана. 

## Каријера
У Чехословачкој је играо за Спартак из Трнаве и Дуклу из Банске Бистрице. Са Спартаком је освојио три првенства Чехословачке. 
Одиграо је укупно 7 утакмица за фудбалску репрезентацију Чехословачке. Учесник је Европског првенства 1980. у Италији.

## Успеси

### Клуб
- Прва лига Чехословачке

Спартак Трнава:  1971, 1972, 1973.

### Репрезентација
Чехословачка
- Европско првенство: Треће место 1980.